# Sierra del Tontal
La Sierra del Tontal, es un subsistema orográfico perteneciente al cordón central o Precordillera de San Juan, ubicada del centro-oeste de Argentina, aproximadamente en el extremo suroeste de la provincia de San Juan, ocupando parte de la superficie de los departamentos: Zonda, al oeste del mismo y Calingasta en su extremo suroeste, cuya divisoria de aguas es al límite administrativo de dichas jurisdicciones. 
Desarrolla, con una orientación noroeste-sureste, una longitud de 100 kilómetros. En el cordón se hallan las mayores alturas en los cerros:Pircas con 4366 m, Ojo del Agua de 4.140 m y Mogote de los Potreritos con 3868 m. Sus últimas estribaciones meridionales se localizan ya en territorio bajo jurisdicción de la provincia de Mendoza.

## Fuente consultada
- www.fundacionbataller.org.ar - Sierra del Tontal

- Datos: Q948218